# نولان امبامبا
نولان امبامبا (انگلیسی: Nolan Mbemba؛ زادهٔ ۱۹ فوریهٔ ۱۹۹۵) بازیکن فوتبال اهل فرانسه است.
از باشگاه‌هایی که در آن بازی کرده‌است می‌توان به باشگاه فوتبال لیل اشاره کرد.
وی همچنین در تیم ملی فوتبال کنگو بازی کرده‌است.